# Onoketoma
Onoketoma is een geslacht van uitgestorven weekdieren uit de klasse van de Gastropoda (slakken).

## Soort
- Onoketoma solitaria (L. C. King, 1933) †